# Salvia arborescens
Salvia arborescens là một loài thực vật có hoa trong họ Hoa môi. Loài này được Urb. & Ekman miêu tả khoa học đầu tiên năm 1926.

## Hình ảnh

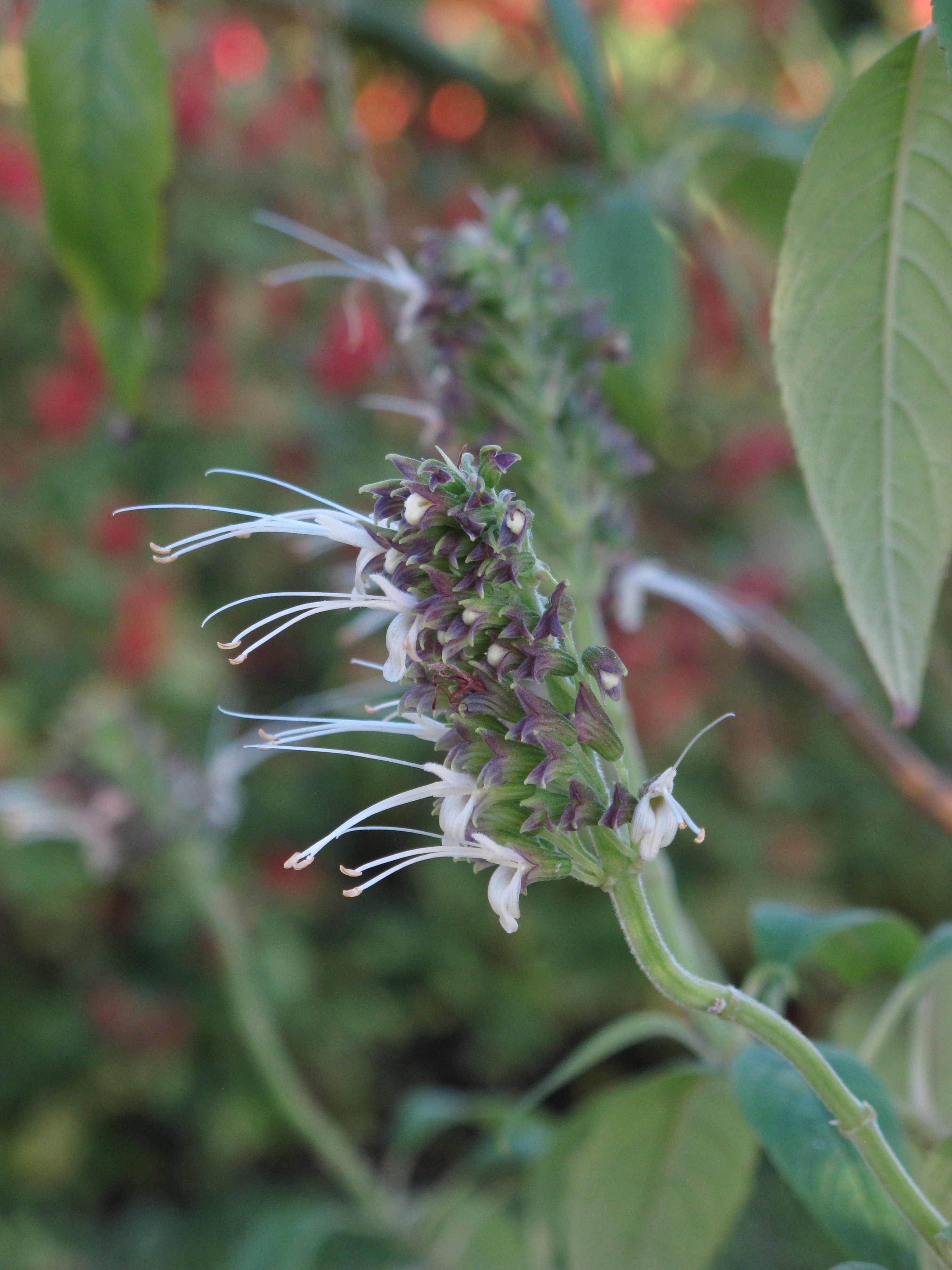